# Anna Sofia Nilsdotter
Anna Sofia Nilsdotter (annat efternamn: Nilsson), född 1848 i Rörsberg i Blackstads socken, Kalmar län i östra Småland. Död 1922 i Linneryd utanför Växjö, var en svensk tapisserimakare. Hon var omtalad för att ha lärt sig yrket trots att hon saknade armar och flera tår.

## Biografi
Nilsdotter (Nilsson) föddes på torpet Hällen (Carlshäll) och var från födseln svårt missbildad. Hon saknade armar och hade mindre ben, det ena krokigt utan knäled och det andra böjligt, men hade dock fötter på benstumparna, på den ena foten tre och på den andra foten fyra tår. 1851 måste familjen flytta in på fattighuset då hennes far Nils Petter Nilsson blev sjuk. Han dog kort därefter. Hennes mor Stina Lisa Nilsson, född Carlsdotter, blev anställd sköterska på Fattighuset och bodde där med familjen till 1860. Där lärde sig Anna att läsa väl och på eget initiativ använda nålen med ena foten. År 1860 då Anna var 12 år gammal, så sade modern upp sin sköterskebefattning på fattighuset och familjen måste flytta till Rörsbergs by. Där blev hon vän med komministerns dotter Jenny Dahlström. Dahlström intresserade sig för den begåvade flickan Anna och under hennes tålmodiga ledning så lärde sig Anna att skriva en ledig stil med pennan stödd mellan högra armstumpen och kinden. Även utvecklades Annas tapisseriarbeten under den tiden. Med tiden kom hon att utveckla anmärkningsvärd yrkesskicklighet och belönades fjorton år gammal med pris av Kalmar läns norra hushållningssällskap. Hennes arbete ställdes ut på Norrköpings museum år 1864, vilket uppmärksammades i pressen och 1866 fick hon ett hedersdiplom vid Industriutställningen i Stockholm.
År 1868 bosatte sig Nilsdotter i Västervik och 1871 kunde hon köpa hus där på adressen Siversgatan 15. Hennes broderier hade börjat ge henne betydande inkomster, förstärkta genom hennes resor i Sverige. Hon företog även en resa till USA, där hon höll på att bli strandsatt sedan hon blivit bestulen på sin reskassa av sin medhjälpare. En sjöman från Västervik tyckte synd om henne och anmälde stölden till fartygets kapten, som i sin tur startade en insamling bland passagerarna. Insamlingen gav tillräckligt resultat för att Nilsdotter skulle kunna återvända till Västervik.
Nilsdotter hade allt sedan uppväxten varit starkt religiös och blev på 1870-talet påverkad av den framväxande metodiströrelsen. Tillsammans med sin mor kom Nilsdotter att bli en av de drivande krafterna bakom metodistkyrkans tillkomst i Västervik och hon skänkte även en del av sin tomt och pengar till församlingen. Kyrkan kunde invigas 1879 och i dess ägo finns bland annat en gudstjänstritual med 36 000 pärlor som Nilsdotter sytt.
Sina sista år i livet bodde Nilsdotter i Linneryd utanför Växjö, där hon avled 1922.